# Solano Benítez
Solano Benítez (Asunción, 1963) es un arquitecto paraguayo y socio de la firma Gabinete de Arquitectura, junto a Solanito Benítez.

## Biografía
Egresado de la FAUNA (Facultad de Arquitectura de la Universidad Nacional de Asunción) en 1990, Benítez ha trabajado principalmente con el ladrillo tanto en sus obras construidas como en sus investigaciones, "adoptando un método que consiste en la restricción radical en el uso de los materiales como estrategia de producción de su obra".
En 2010 el Centro de Rehabilitación Infantil Teletón, diseñado por la oficina, ganó el primer premio de la Bienal Panamericana de Arquitectura de Quito en la categoría Rehabilitación y Reciclaje.
En 2016 Benítez, junto a Gloria Cabral y Gabinete de Arquitectura, obtuvo el León de Oro de la Bienal de Arquitectura de Venecia a la Mejor Participación en la Muestra Internacional y en 2017 fue parte del equipo curador de la XX Bienal de Arquitectura de Chile.

## Principales obras
- El gabinete de arquitectura

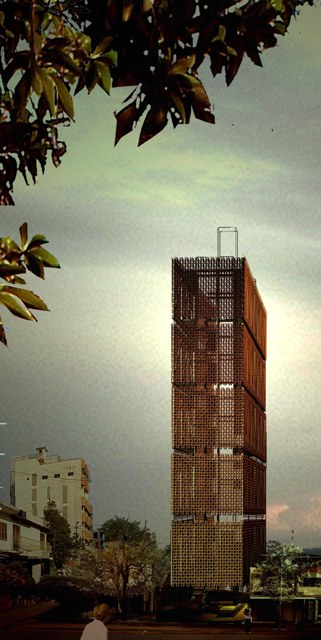
Edificio Alambra, Asunción

- Centro de Rehabilitación Infantil de la Teletón
- Casa Fanego (junto a Sergio Fanego)
- Quincho de Tía Coral

## Publicaciones
- "Gabinete de Arquitectura". Ediciones 1:100. Argentina, 2015
- "Solano Benítez & Gloria Cabral. Gabinete de Arquitectura. Archives Nº 6". C2C Proyectos Editoriales de Arquitectura. España, 2020.